# (9368) Esashi
(9368) Esashi est un astéroïde de la ceinture principale.

## Description
(9368) Esashi est un astéroïde de la ceinture principale. Il fut découvert le 26 janvier 1993 à Kagoshima par Masaru Mukai et Masanori Takeishi. Il présente une orbite caractérisée par un demi-grand axe de 2,31 UA, une excentricité de 0,12 et une inclinaison de 6,9° par rapport à l'écliptique.

## Compléments